# Lily Petersen
Elisabeth Antonia Alida Christina (Lily) Petersen (Amsterdam, 3 oktober 1913 — aldaar, 20 maart 2004) was een Nederlands radiopresentatrice. 
Lily Petersen presenteerde het radioprogramma Kleutertje luister ('Hallo kindertjes van het hele land!') voor de AVRO vanaf 1946 tot 1975. De muziek werd aanvankelijk verzorgd en gecomponeerd door Herman Broekhuizen en later door Joop Stokkermans.
In Amsterdam startte Tante Lily haar privé-kleuterklasje (1942-1976) waar zij de vooruitstrevende methode van de 'vrije expressie' introduceerde. 
Lily Petersen was tussen 1949 en 1958 getrouwd met nieuwslezer Bob Korpershoek (1917-1998).
Petersen stierf op 90-jarige leeftijd in Amsterdam.